# Felicity Lott
Dame Felicity Ann Lott (ur. 8 maja 1947 w Cheltenham) – brytyjska śpiewaczka operowa, sopran.

## Życiorys
Studiowała na Royal Holloway, University of London oraz w Royal Academy of Music. Zadebiutowała jako śpiewaczka w 1975 roku z zespołem Unicorn Opera w Abingdon-on-Thames jako Seleuce w operze G.F. Händla Tolomeo. W 1976 roku wystąpiła z English National Opera jako Pamina w Czarodziejskim flecie, rok później w Covent Garden Theatre wzięła udział w prapremierowym przedstawieniu opery Hansa Wernera Henzego We Come to the River. Zdobyła sobie popularność rolami Anny Trulove w The Rake’s Progress Igora Strawinskiego i Oktawiana w Kawalerze srebrnej róży Richarda Straussa. W 1976 roku debiutowała w Operze Paryskiej, a w 1982 roku w Operze Wiedeńskiej. W 1986 roku śpiewała na ślubie księcia Andrzeja i Sary Ferguson. W 1990 roku po raz pierwszy wystąpiła na deskach nowojorskiej Metropolitan Opera, wcielając się w rolę Marszałkowej w Kawalerze srebrnej róży.
Jako śpiewaczka operowa zasłynęła przede wszystkim rolami w operach W.A. Mozarta i Richarda Straussa. Wykonywała też repertuar oratoryjny i pieśniarski. Dokonała licznych nagrań płytowych, m.in. Wesela Figara pod batutą Bernarda Haitinka (w roli Hrabiny) oraz Così fan tutte (w roli Fiordiligi) i Don Giovanniego (w roli Donny Elviry) pod batutą Charlesa Mackerrasa.
Komandor (1990) i Dama Komandor (1995) Orderu Imperium Brytyjskiego.